# Antonio Fanelli
Antonio Fanelli (Bari, 29 de mayo de 1966) es un deportista italiano que compitió en ciclismo en las modalidades de pista, especialista en las pruebas de medio fondo, y ruta.
Ganó una medalla de bronce en el Campeonato Mundial de Ciclismo en Pista de 1992, en la prueba de medio fondo.

## Medallero internacional
| Campeonato Mundial | Campeonato Mundial | Campeonato Mundial | Campeonato Mundial |
| Año                | Lugar              | Medalla            | Competición        |
| ------------------ | ------------------ | ------------------ | ------------------ |
| 1992               | Valencia (España)  | Medalla de bronce  | Medio fondo (P)    |